# Aiglun (Alpes-de-Haute-Provence)
Aiglun ist eine französische Gemeinde mit 1406 Einwohnern (Stand 1. Januar 2022) im Département Alpes-de-Haute-Provence in der Region Provence-Alpes-Côte d’Azur. Die Gemeinde hat eine Fläche von 14,89 km². Sie grenzt im Norden an Champtercier, im Osten an Digne-les-Bains, im Südosten an Le Chaffaut-Saint-Jurson, im Südwesten an Mallemoisson und im Westen an Mirabeau und Barras.

## Wappen
Wappenbeschreibung: In Blau auf goldenem Balken drei schwarze Adler.

## Bevölkerungsentwicklung
| Jahr                       | 1962 | 1968 | 1975 | 1982 | 1990 | 1999 | 2016 |
| Einwohner                  | 162  | 174  | 371  | 713  | 1011 | 1038 | 1412 |
| Quellen: Cassini und INSEE |      |      |      |      |      |      |      |

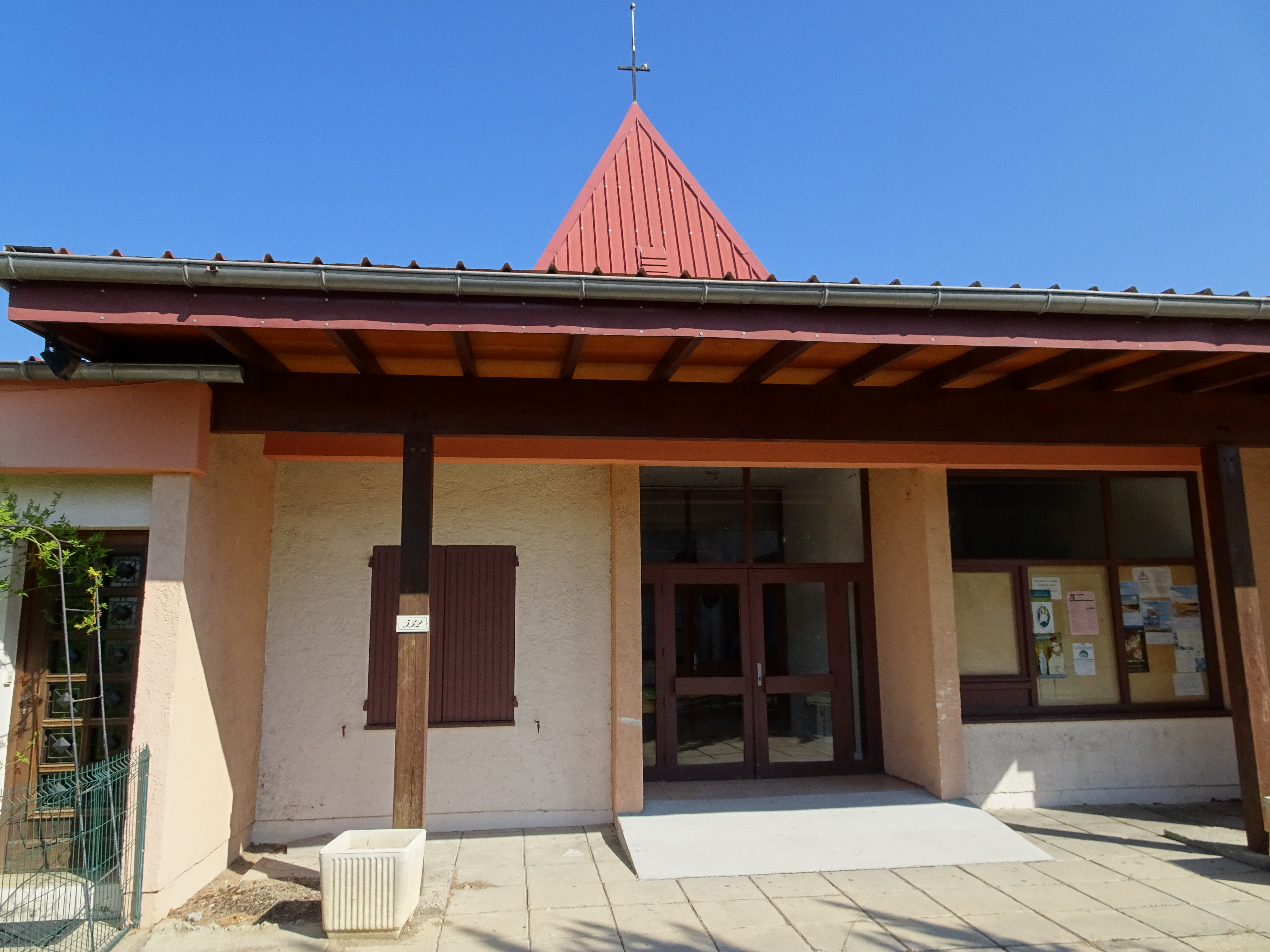
Kirche Sainte-Delphine
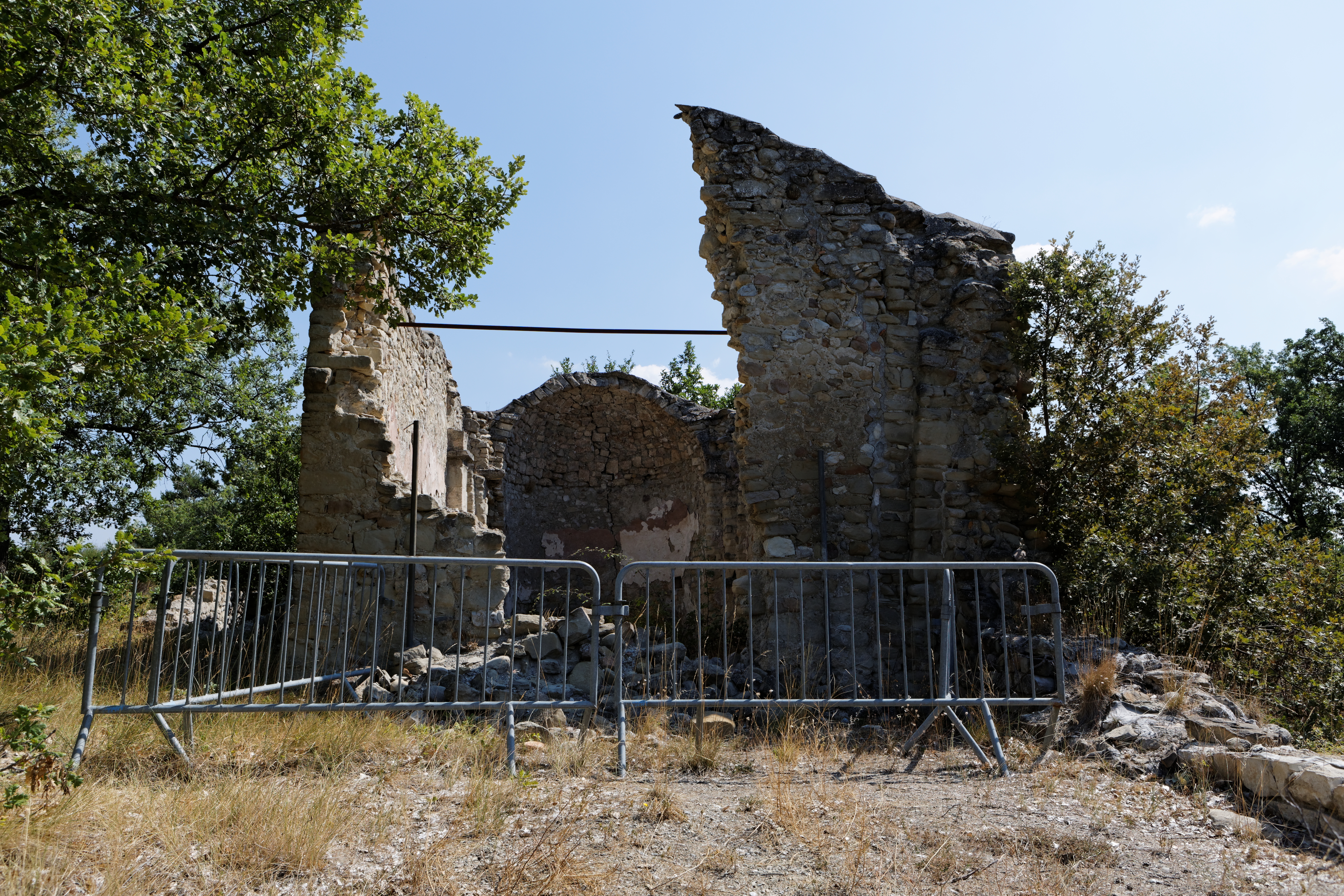
Ruinen der Kirche Saint-Jean
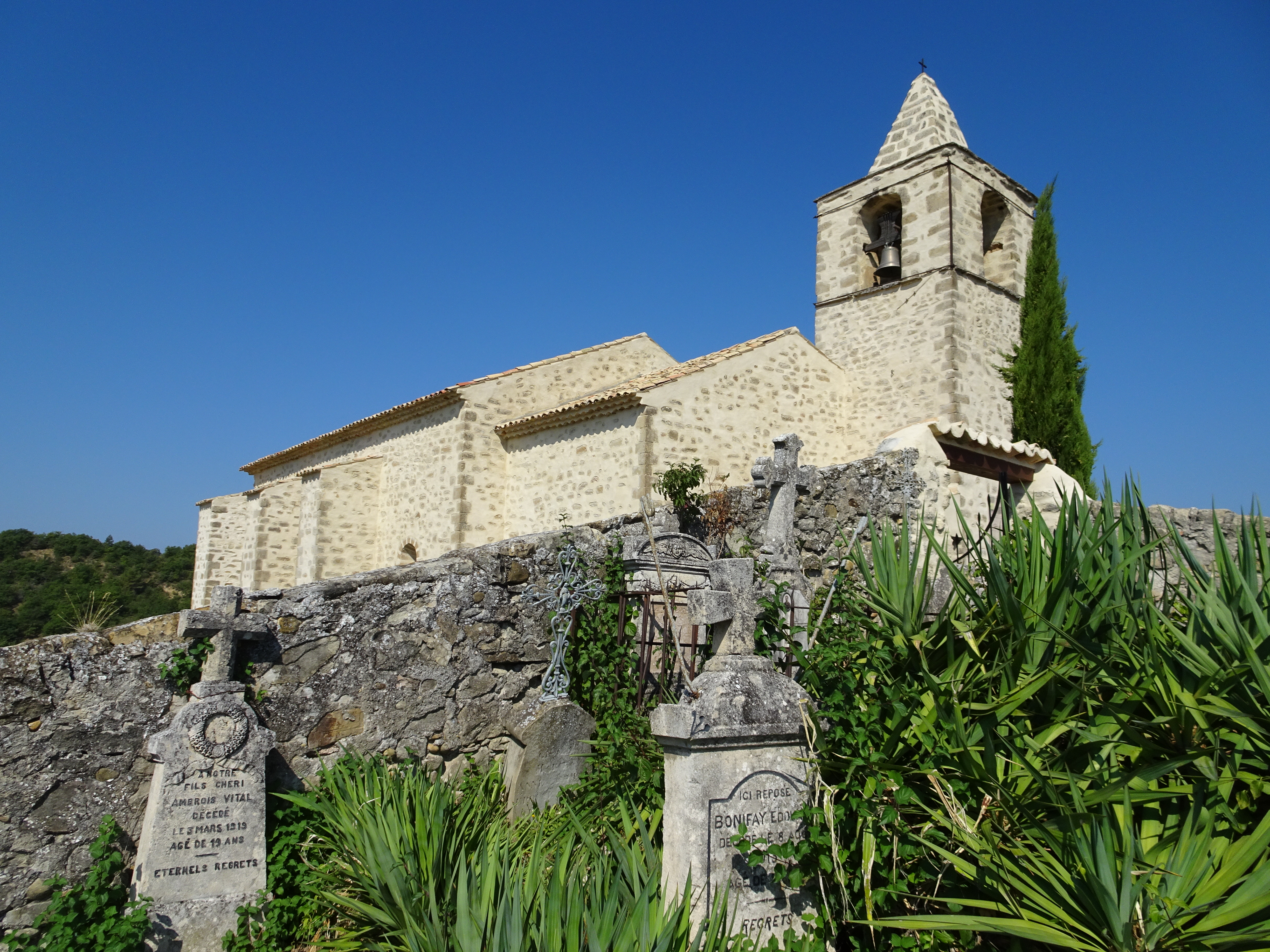
Kirche Sainte-Marie-Madeleine